# Осоркон I
Осоркон I (библ. Зарай Ефиоплянин: лат. Zara Aethiops) — фараон Древнего Египта (924 — 889 до н. э.), из XXII (Ливийской) династии.
Сын Шешонка I и его главной жены Маат-Кара. Его полное имя было — Секхемкхеперра Миамун Осоркон I.
В течение только первых трёх с небольшим лет своего царствования Осоркон пожаловал храмам более 254 тонн золота и серебра. Эти громадные вклады красноречиво свидетельствуют о том, какими богатствами обладали ливийские фараоны в начале своего правления, несмотря на потерю Нубии. Для укрепления своего господства в Гераклеопольском княжестве Осоркон построил крепость в Пер-Секхемкхеперра (Дом Осоркона) при входе в Фаюмский оазис.
Его правление отмечено общим ослаблением государства Бубастидов. Он пытался продолжать агрессивную захватническую политику отца, Шешонка I. Однако поход Осоркона в Палестину провалился. Как сообщается в Библии, в 10-м году царствования Асы (ок. 903) Зарай (то есть Осоркон) во главе огромной армии вторгся в Иудею (2Пар. 14:9), но был остановлен иудейским царём под Мариссой. Могуществу Египта как мирового государства во времена Нового царства окончательно пришёл конец.
Из двух супруг Осоркона, о которых упоминается на памятниках, одна, по имени Ташедхонсу, родила ему сына Такелота, который и был назначен наследником отца, по-видимому, по праву старшинства по рождению. После 15 лет единоличного правления Осоркон I назначил его своим соправителем (ок. 910). Другой сын Шешонк родился от второй жены Осоркона Мааткара, дочери фараона Псусеннеса II, и поэтому имел в жилах царскую кровь. Его Осоркон, следуя примеру отца, сделал верховным жрецом Амона Фивах.
По Манефону (в выдержках Секста Африкана и Евсевия Кесарийского) Осоркон I (Осортон) правил 15 лет. Хотя более вероятным кажется, что правление Осоркона длилось около 35 лет. Гробница Осоркона I до сих пор не обнаружена.